# Sacha Modolo
Sacha Modolo (Conegliano, 19 giugno 1987) è un ex ciclista su strada italiano, aveva caratteristiche di velocista, ed è stato professionista dal 2010 al 2022. In carriera ha vinto due tappe al Giro d'Italia 2015 e alcune classiche del calendario italiano.

## Carriera

### Gli esordi
Sacha Modolo inizia a gareggiare a nove anni e vince ottanta corse da giovanissimo, ventotto da esordiente, dodici da allievo e tredici da junior. Ha esordito con il Pedale Marenese, squadra con la quale ha corso fino alla categoria Allievi.
Nel 2004 passa negli Juniores tra le file della CIEFFE Vittorio Veneto diretta da Roberto Sant, con il quale stringerà un forte legame, oltre alle tredici vittorie si aggiunge un terzo posto a Lari (Pisa) al campionato nazionale su strada Juniores 2004, mentre l’anno seguente conquista il Trofeo San Rocco, gara nazionale a Peccioli.
Dal 2006 a 2009 corre nella categoria Elite Under-23 con la squadra veneta Zalf-Désirée-Fior. Al primo anno, il 2006, vince cinque corse: la Coppa San Bernardino, il Giro della Valcavasia, il Giro del Casentino, il Gran Premio Trigonal e il Circuito dell'Assunta. Ottiene sei vittorie nel 2007: la Coppa San Bernardino, il Gran Premio Industria e Commercio di San Vendemiano, il Memorial Tonon e Zanette, la terza tappa al Giro delle Valli Cuneesi, il Circuito dell'Assunta e il Gran Premio Industria del Cuoio e delle Pelli.
Nel 2008 centra altre otto vittorie: la Piccola Sanremo, il Memorial Danilo Furlan, il Trofeo Matteotti di categoria, il Gran Premio Colli Isolani, il Circuito Notturno Città di San Donà di Piave, Gran Premio Cementi Zillo, la prima tappa al Giro delle Valli Cuneesi e ancora il Gran Premio Industria del Cuoio e delle Pelli. Nel 2009 ottiene le ultime sette vittorie tra gli Under-23. Vince il Circuito Internazionale di Caneva, la Medaglia d'Oro Angelo Fumagalli, il Giro del Belvedere, il Gran Premio della Liberazione, il Gran Premio Site, la Medaglia d'Oro Fiera di Sommacampagna e il Trofeo Marco Rusconi e conquista la medaglia di bronzo ai Campionati europei.
Conclude il quadriennio tra gli Under-23 con ventisei successi.

### 2010-2013: Colnago/Bardiani

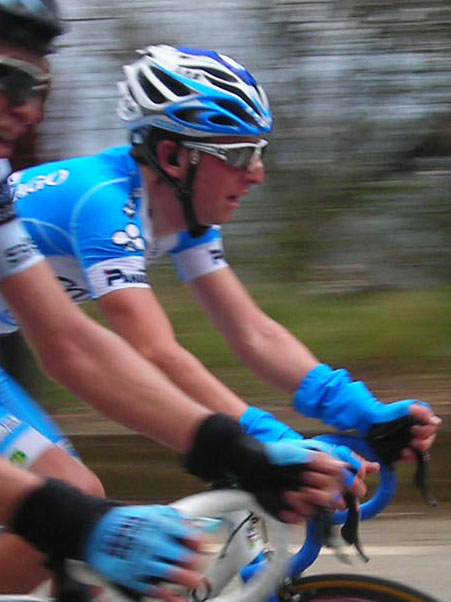
Sacha Modolo impegnato alla Milano-Sanremo del 2011.

Passa professionista all'inizio del 2010 con la Colnago-CSF Inox, formazione Professional Continental diretta da Bruno Reverberi. Si mette in luce nelle prime gare della stagione con diversi piazzamenti in volata, prima al Giro di Sardegna e nella Tirreno-Adriatico (ove è sesto nella classifica a punti), e poi, il 20 marzo, alla Milano-Sanremo, nella quale conclude quarto allo sprint, preceduto solo da Óscar Freire, Tom Boonen e Alessandro Petacchi. In maggio partecipa per la prima volta al Giro d'Italia, ma si ritira durante l'ottava tappa: in precedenza aveva comunque colto un decimo posto nella frazione di Utrecht e un settimo in quella di Marina di Carrara.
Ancora tra le file della Colnago-CSF Inox per il 2011, il 6 luglio di quell'anno Modolo ottiene la prima vittoria da professionista, aggiudicandosi, sul traguardo di Mole Town Qilian, la quinta tappa del Tour of Qinghai Lake, gara cinese. Al Brixia Tour ottiene la sua prima vittoria in Italia; si ripete poi vincendo la Coppa Agostoni e due frazioni al Giro di Danimarca, alla Settimana Ciclistica Lombarda e al Giro di Padania. Le dieci vittorie ottenute in soli tre mesi gli valgono così la convocazione in Nazionale per la prova in linea dei campionati del mondo di Copenaghen: in quella gara conclude quarantesimo.
Nel 2012 alla prima tappa del Circuit de la Sarthe arriva secondo battuto in volata dal russo Denis Galimzjanov ma dopo la squalifica di quest'ultimo, trovato positivo al controllo antidoping, gli viene assegnata la vittoria. In stagione partecipa al Giro d'Italia con l'obiettivo di vincere almeno una tappa, ma pur facendo lavorare la squadra negli ultimi chilometri degli arrivi in volata ottiene solo alcuni piazzamenti, quarto nella frazione di Cervere e quinto in quella di Fano. In estate, dopo le due vittorie di tappa al Giro d'Austria, viene convocato dal C.T. della Nazionale Paolo Bettini per la prova in linea su strada dei Giochi olimpici di Londra; chiude però solo novantanovesimo. Torna comunque al successo poche settimane dopo, facendo sua la Coppa Bernocchi a Legnano.
Alla fine del 2012 la Colnago, sponsor principale della squadra, pone fine al rapporto con Bruno Reverberi. Gli atleti, compreso Modolo, passano alla nuova squadra di Reverberi, la Bardiani Valvole-CSF Inox. Con la nuova maglia Modolo debutta al Tour de San Luis in Argentina, dove vince la seconda tappa battendo in volata Mark Cavendish. In seguito corre la Milano-Sanremo, ma le avverse condizioni meteo lo costringono al ritiro assieme a molti altri corridori. In maggio partecipa al Giro d'Italia, dove ottiene solamente dei piazzamenti di tappa, in particolare, nell'ultima frazione, è secondo alle spalle di Mark Cavendish. A luglio corre il Tour of Qinghai Lake, dove si aggiudica ben sei tappe in volata, stabilendo così un nuovo record di vittorie per la singola edizione della corsa asiatica; in agosto, dopo il secondo posto nella RideLondon, vince anche la Coppa Bernocchi per il secondo anno di fila e il Memorial Marco Pantani, portando a nove il bottino di successi in stagione.

### 2014-2017: Lampre/UAE Emirates

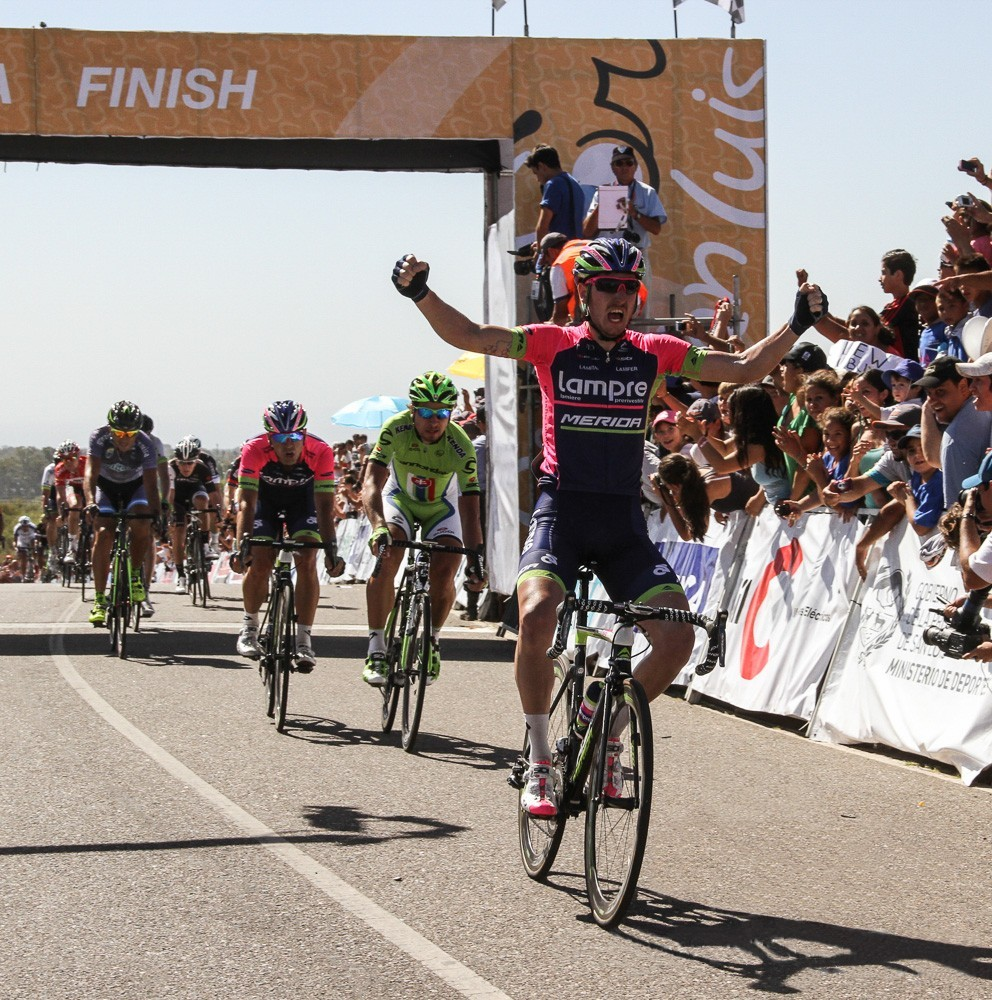
Sacha Modolo vittorioso al Tour de San Luis 2014

Nel 2014 passa al team World Tour Lampre-Merida, diretto da Giuseppe Saronni, e come l'anno prima ottiene subito una vittoria di tappa al Tour de San Luis. Spostatosi a Maiorca per le tradizionali gare di febbraio, si aggiudica il Trofeo Palma de Mallorca e il Trofeo Ses Salines, mentre in Portogallo, pochi giorni dopo, vince una tappa alla Volta ao Algarve. Ottavo alla Milano-Sanremo, torna alla vittoria a inizio aprile facendo sue due frazioni e la classifica a punti alla Driedaagse De Panne. Partecipa quindi alla Parigi-Roubaix, ma incorre in una caduta ed è costretto al ritiro: i postumi delle contusioni al costato lo costringono a saltare anche il Giro d'Italia. Tornato alle corse a metà giugno, vince una tappa del Tour de Suisse, mentre al Tour de France deve ritirarsi nel corso della seconda tappa a causa di un'infezione polmonare. Nel finale di stagione, dopo due quarti posti parziali al Tour de Pologne, conquista la frazione conclusiva del Tour of Beijing, ottavo successo del suo 2014.
Ancora in maglia Lampre, apre il 2015 con due terzi posti al Tour de San Luis. Alla Tirreno-Adriatico non è mai in evidenza, mentre in aprile, oltre a chiudere terzo in una tappa della Driedaagse De Panne, ottiene il primo successo stagionale, in una tappa al Presidential Cycling Tour of Turkey. Corre quindi il Giro d'Italia: nella "Corsa rosa", dopo il terzo posto allo sprint a Castiglione della Pescaia, vince la tredicesima tappa, da Montecchio Maggiore a Jesolo, davanti a Giacomo Nizzolo ed Elia Viviani; si ripete in volata cinque giorni dopo, il 27 maggio, vincendo la diciassettesima tappa (da Tirano a Lugano) davanti a Nizzolo e a Luka Mezgec. Conclude al terzo posto nella classifica a punti. Dopo il Giro ottiene due podi di tappa al Critérium du Dauphiné, prima di ritirarsi, ma nelle restanti gare europee in stagione non è più protagonista. Torna alla vittoria solo a fine ottobre, al Tour of Hainan in Cina, facendo sue due frazioni e le classifiche generale e a punti della corsa.
Nel 2017 disputa il Giro delle Fiandre da protagonista. Entra nell'azione decisiva imbastita dalla Etixx-Quick Step a circa 100 km dalla conclusione e riesce poi a restare con il gruppo che va a giocarsi lo sprint per il quinto posto, che perde da Alexander Kristoff, piazzandosi così sesto sul traguardo a 53" dal vincitore Philippe Gilbert. Successivamente partecipa al Giro di Croazia. Conquista la 1ª tappa, imponendosi in una volata di gruppo e vestendo così per un giorno la maglia di leader. Successivamente vince la 6ª e ultima tappa, che si conclude su un breve strappo nel cuore di Zagabria, grazie ad un allungo all'ultimo chilometro. Sul traguardo supera e precede di 2" il compagno di squadra Jan Polanc, Boy van Poppel e Vincenzo Nibali.

## Palmarès
- 2005 (Juniores)

Trofeo San Rocco
- 2006 (Zalf-Désirée-Fior under 23, cinque vittorie)

Coppa San Bernardino
Giro della Valcavasia
Giro del Casentino
Gran Premio Trigonal Gomme
Circuito dell'Assunta
- 2007 (Zalf-Désirée-Fior under 23, sei vittorie)

Coppa San Bernardino
Gran Premio Industria e Commercio San Vendemiano
Memorial Carlo Tonon e Denis Zanette
3ª tappa Giro delle Valli Cuneesi (Roddi d'Alba > Fossano)
Circuito dell'Assunta
Gran Premio Industria del Cuoio e delle Pelli
- 2008 (Zalf-Désirée-Fior under 23, otto vittorie)

Gran Premio Sovizzo - Piccola Sanremo
Memorial Danilo Furlan
Trofeo Matteotti - Marcialla
Gran Premio Colli Isolani
Circuito Notturno di San Donà di Piave
Gran Premio Cementi Zillo
1ª tappa Giro delle Valli Cuneesi (Racconigi > Forte di Vinadio)
Gran Premio Industria del Cuoio e delle Pelli
- 2009 (Zalf-Désirée-Fior under 23, sette vittorie)

Circuito Internazionale di Caneva
Medaglia d'Oro Angelo Fumagalli a.m.
Giro del Belvedere
Gran Premio della Liberazione
Gran Premio Site Marchiol Pasta Montegrappa
Medaglia d'Oro Fiera di Sommacampagna
Trofeo Marco Rusconi
- 2011 (Colnago-CSF Inox, dieci vittorie)

5ª tappa Tour of Qinghai Lake (Xihaizhen > Mole Town)
9ª tappa Tour of Qinghai Lake (Lanzhou > Lanzhou)
5ª tappa Brixia Tour (Calcinato > Verona)
1ª tappa Post Danmark Rundt (Esbjerg > Esbjerg)
4ª tappa Post Danmark Rundt (Sorø > Frederiksværk)
Coppa Agostoni
2ª tappa Settimana Ciclistica Lombarda (Calcinato > Calcinato)
3ª tappa Settimana Ciclistica Lombarda (Alzano Lombardo > Alzano Lombardo)
1ª tappa Giro di Padania (Paesana > Laigueglia)
3ª tappa Giro di Padania (Lonate Pozzolo > Salsomaggiore Terme)
- 2012 (Colnago-CSF Inox, sei vittorie)

1ª tappa Circuit de la Sarthe (Saint-Gilles-Croix-de-Vie > Riaillé)
6ª tappa Presidential Cycling Tour of Turkey (Bodrum > Kuşadası)
3ª tappa Österreich-Rundfahrt (Kitzbühel > Lienz)
6ª tappa Österreich-Rundfahrt (Waidhofen > Melk)
Coppa Bernocchi
2ª tappa Il Padania (Poggio Renatico > San Vendemiano)
- 2013 (Bardiani Valvole-CSF Inox, nove vittorie)

2ª tappa Tour de San Luis (Tilizaras > Terrazas del Torrezuelo)
1ª tappa Tour of Qinghai Lake (Xining > Xining)
4ª tappa Tour of Qinghai Lake (Qinghai Lake > Tianjun)
8ª tappa Tour of Qinghai Lake (Qilian > Zhangye)
9ª tappa Tour of Qinghai Lake (Zhangye > Zhangye)
11ª tappa Tour of Qinghai Lake (Yinchuan > Yinchuan)
12ª tappa Tour of Qinghai Lake (Zhongwei > Zhongwei)
Coppa Bernocchi
Memorial Marco Pantani
- 2014 (Lampre-Merida, otto vittorie)

7ª tappa Tour de San Luis (San Luis > Hito del Bicentenario)
Trofeo Palma de Mallorca
Trofeo Ses Salines
1ª tappa Volta ao Algarve (Faro > Albufeira)
2ª tappa Driedaagse De Panne - Koksijde (Zottegem > Koksijde)
3ª tappa, 1ª semitappa Driedaagse De Panne - Koksijde (De Panne > De Panne)
5ª tappa Tour de Suisse (Ossingen > Büren an der Aare)
5ª tappa Tour of Beijing (Piazza Tienanmen > Bird's Nest Piazza)
- 2015 (Lampre-Merida, sei vittorie)

5ª tappa Presidential Cycling Tour of Turkey (Muğla > Pamukkale)
13ª tappa Giro d'Italia (Montecchio Maggiore > Jesolo)
17ª tappa Giro d'Italia (Tirano > Lugano)
3ª tappa Tour of Hainan (Wenchang > Haikou)
4ª tappa Tour of Hainan (Haikou > Chengmai)
Classifica generale Tour of Hainan
- 2016 (Lampre-Merida, tre vittorie)

4ª tappa Presidential Cycling Tour of Turkey (Seydişehir > Alanya)
7ª tappa Presidential Cycling Tour of Turkey (Fethiye > Marmaris)
2ª tappa Czech Cycling Tour (Olomouc > Uničov)
- 2017 (UAE Team Emirates, quattro vittorie)

1ª tappa Giro di Croazia (Osijek > Koprivnica)
6ª tappa Giro di Croazia (Samobor > Zagabria)
Gran Premio del Canton Argovia
2ª tappa Tour de Pologne (Tarnowskie Góry > Katowice)
- 2018 (Team EF Education First-Drapac powered by Cannondale, una vittoria)

3ª tappa Vuelta a Andalucía (Mancha Real > Herrera)
- 2021 (Alpecin-Fenix, una vittoria)

3ª tappa Tour de Luxembourg (Mondorf-les-Bains > Mamer)

### Altri successi
- 2011 (Colnago-CSF Inox)

Classifica a punti Post Danmark Rundt
Classifica a punti Settimana Ciclistica Lombarda
- 2012 (Colnago-CSF Inox)

Classifica a punti Circuit de la Sarthe
1ª tappa, 2ª semitappa Il Padania (Crevalcore, Cronosquadre)
- 2013 (Bardiani Valvole-Csf Inox)

Classifica a punti Tour of Qinghai Lake
- 2014 (Lampre-Merida)

Classifica a punti Driedaagse De Panne - Koksijde
- 2015 (Lampre-Merida)

Classifica a punti Tour of Hainan

## Piazzamenti

### Grandi Giri
- Giro d'Italia

2010: ritirato (8ª tappa)
2011: ritirato (13ª tappa)
2012: 138º
2013: 125º
2015: 126º
2016: 84º
2017: ritirato (17ª tappa)
2018: 88º
2019: ritirato (7ª tappa)
2022: 114º
- Tour de France

2014: ritirato (2ª tappa)
- Vuelta a España

2017: 131º
2021: ritirato (19ª tappa)

### Classiche monumento
- Milano-Sanremo

2010: 4º
2011: 29º
2012: 24º
2013: ritirato
2014: 8º
2016: 104º
2017: 131º
2018: 14º
2019: 81º
2022: 106º
- Giro delle Fiandre

2014: ritirato
2015: ritirato
2016: ritirato
2017: 6º
2018: 50º
2019: ritirato
- Parigi-Roubaix

2014: ritirato
2017: ritirato
- Giro di Lombardia

2018: ritirato

### Competizioni mondiali
- Campionati del mondo

Salisburgo 2005 - In linea Juniores: 7º
Copenaghen 2011 - In linea Elite: 40º
- Giochi olimpici

Londra 2012 - In linea: 99º
- Campionati del mondo gravel

Veneto 2022 - Elite: 111º
Veneto 2023 - Elite: 73º

### Competizioni europee
- Campionati europei

Mosca 2005 - In linea Juniores: 28°
Hooglede-Gits 2009 - In linea Under-23: 3°

## Riconoscimenti
- Giro d'onore della Federazione Ciclistica Italiana nel 2009[13]
- Premio speciale al Galà del Ciclismo di Conegliano nel 2011[14] e 2012[15]
- Medaglia di bronzo al valore atletico nel 2012[16]